# Spinelligruppen

Spinelligruppens logotyp.

Spinelligruppen är ett proeuropeiskt initiativ grundat den 15 september 2010 i Europaparlamentet i Bryssel. Gruppen är uppkallad efter italienaren Altiero Spinelli, som var en hängiven förespråkare för europeisk federalism.
Två av gruppens frontfigurer är ALDE:s gruppledare Guy Verhofstadt och G/EFA:s ene gruppledare Daniel Cohn-Bendit. Andra kända medlemmar i gruppen är Jacques Delors (kommissionens ordförande 1985-1995), Tysklands före detta utrikesminister Joschka Fischer, före detta konkurrenskommissionären Mario Monti, före detta Europaparlamentets talman Pat Cox och de nuvarande Europaparlamentarikerna Andrew Duff och Danuta Hübner.
Gruppens uttalade mål är ett federalt Europa och en påskyndad fördjupad europeisk integration. I januari 2011 förespråkade Joschka Fischer upprättandet av Europas förenta stater, eftersom han anser detta som enda möjligheten för Europa att behålla sitt inflytande i världspolitiken.